# Kletskaja
Kletskaja (in lingua russa Клетская) è una stanica dell'oblast' di Volgograd, in Russia. È il centro amministrativo del rajon Kletskij.
Il villaggio si trova vicino alla riva destra del Don, 125 km a nord-ovest di Volgograd.